# Amelia (película)
Amelia es una película de 2009 basada en la vida de Amelia Earhart, protagonizada por Hilary Swank, como Earhart junto a un elenco que incluye a Richard Gere, Christopher Eccleston y Ewan McGregor. Es dirigida por Mira Nair basada en un guion inicialmente escrito por Ronald Bass. Hasta la fecha, la película ha obtenido críticas negativas.

## Sinopsis
Una mirada a la vida de la legendaria piloto estadounidense Amelia Earhart, que desapareció mientras volaba en el Océano Pacífico en 1937 en un intento de hacer un vuelo alrededor del mundo.

## Elenco
- Hilary Swank como Amelia Earhart.
- Richard Gere como George P. Putnam
- Ewan McGregor como Gene Vidal.
- Christopher Eccleston como Fred Noonan.
- Joe Anderson como Bill Stutz.
- William Cuddy como Gore Vidal.
- Mia Wasikowska como Elinor Smith.
- Cherry Jones como Eleanor Roosevelt.
- Virginia Madsen
- Divine Brown